# Uścimów
Uścimów is een dorp in het Poolse woiwodschap Lublin, in het district Lubartowski. De plaats maakt deel uit van de gemeente Uścimów.